# Susie Wokoma
Susie Wokoma (Southwark, Londres, 31 de desembre de 1987) és una actriu i escriptora anglesa. És coneguda pel seu paper de Raquel a la sèrie d'E4 i Netflix Crazyhead i de Cynthia a Chewing Gum. Un jurat internacional de BAFTA la va qualificar com a britànica emergent el 2017.

## Biografia
Wokoma va fer el seu debut televisiu als 14 anys com a participant a Serious Jungle de CBBC el 2002. També va ser membre del National Youth Theatre, fent el seu debut professional en la guanyadora del premi BAFTA That Summer Day abans d'anar a la RADA als 19 anys.
Des de graduar-se, les seves aparicions en televisió han inclòs el programa de televisió de debut de Phoebe Waller-Bridge Crashing, així com l'adaptació cinematogràfica de Half of a Yellow Sun i The Inbetweeners 2. Les seves actuacions teatrals inclouen produccions a Royal Court, Bush Theatre, Almeida Theatre, Royal National Theatre, Donmar Warehouse i St. Ann's Warehouse a Nova York. El 2017 va fer el seu debut al teatre de West End juntament amb Martin Freeman i Tamsin Greig en l'estrena de la pel·lícula guardonada amb el premi Olivier Labour of Love de James Graham al Noël Coward Theatre de Londres.
El 2017 Wokoma va guanyar el premi de RTS a la millor actuació en pantalla per Crazyhead. El 2016 va guanyar el premi a la millor actriu secundària als Premis Audio Drama de la BBC per la seva actuació en l'adaptació radiofònica de Marie NDiaye Three Strong Women.
És la veu de la 'Princesa Talanji' a World of Warcraft: Battle for Azeroth, la setena expansió del popular joc World of Warcraft.
Wokoma va escriure, protagonitzar i ser productora associada de la comèdia de Sky, Love The Sinner, que també va protagonitzar la seva companya a RADA i amiga, Daisy May Cooper. Love The Sinner va ser presentada el 2019 al Festival de Cinema de Londres i va ser nominada als premis BAFTA en la categoria de curtmetratge britànic.
Va coescriure un episodi (juntament amb Shaun Pye) de la sitcom de Romesh Ranganathan The Reluctant Landlord (2a temporada), també per a Sky. Va ser part dels escriptor de la segona sèrie de la sèrie original de Netflix, Sex Education.
El 2019 va protagonitzar la pel·lícula de comèdia de Channel 4 i d'IFC Year of the Rabbit juntament amb Matt Berry i Freddie Fox.
El juny i juliol de 2019 va interpretar Bottom a El somni d'una nit d'estiu al Regent's Park Open Air Theatre de Londres.
L'octubre de 2020 Wokoma va protagonitzar la comèdia Truth Seekers d'Amazon Studios, amb Simon Pegg i Nick Frost com a coescriptors, coprotagonistes i coproductors executius a través de la seva productora Stolen Picture. Wokoma també es va unir al repartiment de l'adaptació cinematogràfica Enola Holmes al costat de Millie Bobby Brown, Henry Cavill i Helena Bonham Carter.

## Filmografia

### Pel·lícules
| Any  | Títol                            | Paper |
| ---- | -------------------------------- | ----- |
| 2013 | Half of a Yellow Sun             | Amala |
| 2014 | The Inbetweeners 2               | Della |
| 2015 | Burn Burn Burn                   | Megan |
| 2019 | The Ghost and The House of Truth | Bola  |
| 2020 | Enola Holmes                     | Edith |

### Televisió
| Any          | Títol                     | Paper                 | Notes                             |
| ------------ | ------------------------- | --------------------- | --------------------------------- |
| 2002         | Serious Jungle            | Ella mateixa          | Minisèrie, 6 episodis             |
| 2006         | That Summer Day           | Marie                 | Telefilm                          |
| 2011         | Holby City                | Elsa Eze              | 1 episodi                         |
| 2011         | Doctors                   | Jen Oldham            | 1 episodi                         |
| 2011         | Hotel Trubble             | Daisy                 | 5 episodis                        |
| 2013         | Misfits                   | Roz                   | 1 episodi                         |
| 2015–2017    | Brain Freeze              | Sra. Hucklebuck (veu) | Sèrie d'animació, temporada 2 i 3 |
| 2015         | Uncle                     | Cash Pig Cashier      | 1 episodi                         |
| 2015         | Bluestone 42              | Jasmine               | 3 episodis                        |
| 2015         | The Last Hours of Laura K | Jess Manning          | Telefilm                          |
| 2015–2017    | Chewing Gum               | Cynthia               | 10 episodis                       |
| 2016         | Crashing                  | Jessica               | 3 episodis                        |
| 2016         | Our Ex-Wife               | Allison               | Pilot                             |
| 2016         | Crazyhead                 | Raquel                | 6 episodis                        |
| 2017         | Zapped                    | Rina                  | 1 episodi                         |
| 2017–present | Porters                   | Frankie               | 9 episodis                        |
| 2019         | Year of the Rabbit        | Mabel                 | 6 episodis                        |
| 2019         | Dark Money                | Sabrina Stevens       | Minisèrie, 4 episodis             |
| 2020–present | Truth Seekers             | Helen                 | 8 episodis                        |
| Per anunciar | Super Simple Love Story   | Abby                  | Paper principal                   |